# Alfred Rabuteau
Alfred Rabuteau   (París, 7 de juny de 1843 - Niça, 1916) va ser un compositor, violinista i pianista francès.
Rabuteau va estudiar al Conservatori de París amb Bazin i Thomas. El 1868 va guanyar amb la música d'escena de tres parts Daniel després d'Emile Cécile, vingué el Gran Premi de Roma.
Durant la seva estada premiada a Roma, va compondre l'Oratori Le passatge de la mer Rouge, que es va presentar al Conservatori l'any 1874 i una suite simfònica que Édouard Colonne va incloure al programa dels seus famosos Concerts Colonne.
Rabuteau també va compondre dues òperes (L'Ecole des Pages i Parfum de la race basades en un text de Jean Fernand-Lafargue, una serenata per a violí i piano i una sèrie de peces i cançons de piano per a textos d'Emile Max, Eugène Leclerc, Edouard Guinand i uns altres.
No se sap res sobre les circumstàncies posteriors de Rabuteau, la darrera notícia és una carta al seu antic professor Ambroise Thomas des de 1890.